# 菲尔·汉金森
菲尔·汉金森（英語：Phil Hankinson，1951年7月26日—1996年11月19日），美国NBA联盟前职业篮球运动员。他在1973年的NBA选秀中第2轮第35顺位被波士顿凯尔特人选中。